# Johannes Stark
Johannes Stark (Schickenhof, 15 aprile 1874 – Traunstein, 21 giugno 1957) è stato un fisico tedesco.

## Biografia
Studente presso le Università di Monaco e Gottinga, a compimento dei corsi venne nominato docente ad Hannover e nel 1920 ottenne la cattedra di fisica all'Università di Würzburg.
Nel 1905 studiò l'effetto Doppler nei raggi canale e rilevò la separazione in multipletti delle righe spettrali condizionate da un campo elettrico, definito effetto Stark-Lo Surdo.
Per questa scoperta, fondamentale per lo sviluppo della fisica quantistica, ottenne il premio Nobel per la fisica nel 1919.
All'avvento del nazismo in Germania, Stark divenne un fervente sostenitore del regime di Adolf Hitler ed, assieme a Philipp von Lenard (premio Nobel per la fisica nel 1905), divenne guida della fisica ariana sotto il regime. Nel 1933 viene nominato direttore della Physikalisch-Technische Reichsanstalt e nel 1935 definì Heisenberg lo "Spirito dello spirito di Einstein" ed un "ebreo bianco", lanciando una campagna contro lo scienziato.
A conclusione della seconda guerra mondiale venne condannato nel 1947 a quattro anni di carcere dalla commissione alleata.
A Johannes Stark sono stati dedicati, nel 1970, ben quattro crateri situati nella parte solitamente non visibile della Luna, osservati durante la missione Apollo 16, tra cui il cratere Stark. Dopo le proteste dell'opinione pubblica internazionale, l'Unione Astronomica Internazionale ha deciso di sostituire l'intitolazione entro la metà del luglio 2020.